# New Zealand Order of Merit
Der New Zealand Order of Merit ist ein neuseeländischer Ritterorden, der am 30. Mai 1996 von Elisabeth II. in ihrer Eigenschaft als Königin von Neuseeland gegründet wurde.

Badge des New Zealand Order of Merit

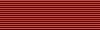
Band des New Zealand Order of Merit

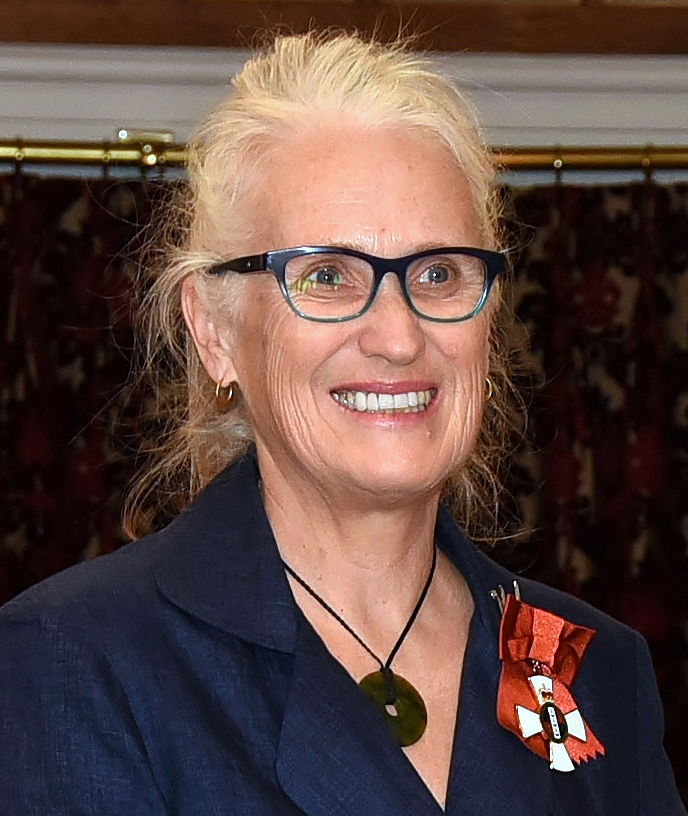
Jane Campion mit ihrer Insigne als DNZM

Konteradmiral David Ledson mit seiner Insigne als ONZM an der Ordensschnalle

## Ordensgliederung
Der Orden umfasst fünf Klassen, geordnet nach Rängen:
- Knight oder Dame Grand Companion, GNZM (von 2000 bis 2008: Principal Companion, PCNZM)
- Knight oder Dame Companion, KNZM/DNZM (von 2000 bis 2008: Distinguished Companion, DCNZM)
- Companion, CNZM
- Officer, ONZM
- Member, MNZM

Die Gesamtheit der Ordensmitglieder ist in eine zivile und in eine militärische Abteilung (Civil Division und Military Division) gegliedert, wobei das Band der Military Division bei allen Abstufungen einen grauen Mittelstreifen aufweist, der bei der Civil Division fehlt.

## Zusammensetzung
Souverän des New Zealand Order of Merit ist der jeweilige neuseeländische Monarch, zurzeit also König Charles III. Er allein bestimmt die anderen Mitglieder des Ordens, üblicherweise nach Beratung mit oder auf Vorschlag der Regierung. Die zweithöchste Position bekleidet der Kanzler. Dies ist stets der Generalgouverneur von Neuseeland.
Die Zahl der Knights oder Dames Grand Companion ist auf insgesamt 30 lebende Personen begrenzt. Normale Auszeichnungen und somit Mitgliedschaften dürfen nur in einer bestimmten Anzahl verliehen werden. Jedes Jahr dürfen demnach maximal 15 Knight oder Dame Companions, 40 Companions, 80 Officers und 140 Members ernannt werden. Ehrenhalber verliehene und zusätzliche Mitgliedschaften werden nicht angerechnet. Die normalen Auszeichnungen sind allen Bürgern der Commonwealth Realms zugänglich. Ausländern werden ehrenhalber Auszeichnungen verliehen; sollte ein Ausländer später ein Bürger eines Commonwealth-Realm-Staates werden, kann er oder sie als eine zusätzliche Mitgliedschaft reklassifiziert werden.
Der Orden hat vier Ämter: Kanzler, Sekretär, Registrar, Wappenherold. Der Herold ist nicht Mitglied des College of Arms, arbeitet aber eng mit diesem zusammen.

## Geschichte
Der Orden wurde gegründet „für jene Personen, die in irgendeiner Form der Krone und der Nation löbliche Dienste erwiesen oder sich durch ihr Ansehen, ihre Talenten, ihre Beiträgen oder andere Verdiensten besonders ausgezeichnet haben“. Der Orden ersetzt den Order of the Bath, Order of St. Michael and St. George, Order of the British Empire, Order of the Companions of Honour ebenso wie den Knight Bachelor als Ergebnis der Neuordnung des neuseeländischen Auszeichnungssystems 1996.
Die Auszeichnung „Knight Grand Companion“ (oder Principal Companion) hat den Platz des „Knight Grand Cross of the Order of St. Michael and St. George“ eingenommen, der üblicherweise dem General-Gouverneur Neuseelands verliehen wird. Das Motto des Ordens ist „For Merit/Tohu Hiranga“.

## Hierarchie und Privilegien
Die Mitglieder des Ordens erhalten eine Position in der Protokollarischen Rangordnung in Neuseeland (Order of Precedence), einer Rangliste, in der die eingetragenen Personen nach ihrer nominellen Bedeutung eingeordnet sind und die bei zeremoniellen Ereignissen eine wichtige Rolle spielt. Ehefrauen männlicher Mitglieder werden dort ebenfalls aufgenommen; ebenso Söhne, Töchter und Schwiegertöchter von Knights Grand Companion und Knights Companion. Verwandte eines weiblichen Mitglieds erhalten demgegenüber keine Einordnung in die Liste.
Mit den ersten beiden Ordensklassen ist eine Nobilitierung als Knight verbunden. Die Knights Grand Companion und die Knights Companion sind daher befugt, das Prädikat Sir vor ihrem Vornamen zu führen; Dames Grand Companion und Dames Companion führen das Prädikat Dame. Ehefrauen von Knights dürfen den Zusatz Lady vor ihrem Nachnamen führen; ein vergleichbares Privileg besteht für die Ehemänner der Dames nicht. Auch (ausländische) Ehrenmitglieder führen diese Namenszusätze nicht, während Geistliche sie anders als im Vereinigten Königreich tragen.
Knights und Dames Grand Companion sind befugt, in ihr Wappen einen Schildhalter aufzunehmen. Sie dürfen außerdem einen Reif, der das Ordensmotto zeigt, in ihrem Wappen führen. Knights und Dames Companion dürfen in ihrem Wappen nur den Reif zeigen. Der Kanzler des Ordens ist befugt, außerdem auch die Ordenskette in sein Wappen aufzunehmen.

## Abschaffung der Ritterwürde für obere Ordensklassen (2000–2008)
Seit Stiftung des Ordens gab es in Neuseeland Debatten, ob die mit den ersten beiden Ordensklassen verbundene Ritterwürde noch zeitgemäß sei. Unter der Premierministerin Helen Clark und ihrer Labour Party wurden im April 2000 die Ritterwürde der Orden abgeschafft. Hierzu wurde für zukünftige Verleihungen die Ordensklasse Knight/Dame Grand Companion in Principal Companion (PCNZM) und die Ordensklasse Knight/Dame Companion in Distinguished Companion (DCNZM) umbenannt und es entfiel das Recht auf den Namenszusatz Sir bzw. Dame. Dieses wiederum wurde von den Oppositionsparteien kritisiert, allen voran Richard Prebble von der ACT New Zealand Party, der sich darüber lustig machte, die Buchstaben der Abkürzung PCNZM stünden für „a Politically Correct New Zealand that used to be a Monarchy“ (dt. "ein politisch korrektes Neuseeland, das früher eine Monarchie war").
Die New Zealand National Party nahm diesen Aspekt in ihr Wahlprogramm auf und versprach, wenn sie an die Macht käme, würden sie den Schritt der Labour Party rückgängig machen und die Ritterwürde wieder einführen. Dies geschah dann auch im Mai 2009 durch Premierminister John Key. Zwischenzeitig ernannte Principal Companions und Distinguished Companions erhielten die Möglichkeit, nachträglich die Ritterwürde zu beantragen. Seither werden wieder Knights/Dames Grand Companion und Knights/Dames Companion ernannt.

## Insignien
- Die Collane ist eine goldene Kette aus miteinander verbundenen Gliedern, mit traditionellen neuseeländischen Koru-Mustern, mit dem neuseeländischen Wappen in der Mitte, an dem des Ordenszeichen hängt. Es wird nur vom Souverän und vom Kanzler des Ordens getragen.
- Der achtspitzige Bruststern für Knights oder Dames Grand Companion ist golden, für Knights oder Dames Companion silbern. Das Ordenszeichen befindet sich in der Mitte.
- Das Ordenszeichen der drei höchsten Ränge ist ein gold-weißes Emaille-Kreuz mit geschwungenen Kanten. Auf der zentralen Platte findet sich das Wappen Neuseelands, umrundet von einem grünen Emaillering mit dem eingeprägten Ordensmotto. Die Spitze bildet eine Krone. Die Abzeichen für Officers und Members sind ähnlich gestaltet, jedoch aus reinem Gold bzw. Silber. Knights oder Dames Grand Companion tragen das Ordenszeichen auf einer Schärpe um die rechte Schulter; Knights oder Dames Companion und Companions tragen die Auszeichnung als Halsorden (Männer) oder an einer Schleife an der linken Schulter (Frauen). Officers und Members tragen den Orden am Bande auf der linken Brust (Männer) oder an einer Schleife an der linken Schulter (Frauen).
- Das Band sowie die Schärpe sind ockerfarben.

## Wichtige Mitglieder des Ordens
- Souverän des Ordens: König Charles III.

- Amtsträger des Ordens:
  - Kanzler: Sir Jerry Mateparae GNZM, QSO (Generalgouverneur von Neuseeland)
  - Herold: Phillip O’Shea CNZM, LVO (New Zealand Herald of Arms Extraordinary)
  - Registrar: Rebecca Kitteridge (General-Sekretärin des Executive Council of New Zealand)
  - Sekretär: Rebecca Kitteridge (siehe oben)

- Knights/Dames Grand Companion (1996–2000, 2009 – heute) und Principal Companions (2000–2008):
  - Sir Michael Hardie Boys GNZM (1996), GCMG QSO
  - Sir William Birch GNZM (1999)
  - Dame Sian Elias GNZM (1999)
  - Lloyd Geering PCNZM (2000), CBE
  - Dame Silvia Cartwright PCNZM (2001), DBE
  - Sir Patrick Ledger Goodman PCNZM (2002), CBE
  - Sir Ivor Lloyd Morgan Richarson PCNZM (2002)
  - Paul Terence Callaghan PCMZM (2005)
  - Sir Anand Satyanand PCNZM (2006)
  - Dame Malvina Major PCNZM (2007), DBE
  - Ngatata Love PCNZM  (2008), QSO, JP
  - Sir Raymond Avery GNZM (2010)
  - Sir Murray Brennan GNZM (2014)
  - Sir John Key GNZM (2017), AC
  - Sir Stephen Tindall GNZM (2018)
  - Dame Jacinda Ardern GNZM (2023)

- Bekannte Inhaber sonstiger Ordensstufen:
  - Theresa Gattung CNZM (2015)
  - Tana Umaga ONZM (2006)